# プレーゴ
プレーゴとは、石川県金沢市片町にある欧風ショッピングモールである。日本で最初のタウンマネージメント機関(TMO)によるテナントミックス事業として2001年（平成13年）3月29日にオープンした。

## 概要
金沢の繁華街である片町の一角、十数年間遊休地として放置されていた場所に金沢商業活性化センター（金沢TMO）が建てた商業施設。内部にフィレンツェ産の大理石が敷き詰められた楕円形のパティオを設けてその周辺にファッション、ジュエリー、ファッション雑貨などの物販店と、パティオを囲むようにオープンカフェ・レストランが配置されている。
全て1階建ての建物であるが外観は2階建てと同じ高さとして周囲の町並みとの連続性を考慮しており、こうした点が評価されて第8回いしかわ景観大賞、第24回金沢都市美文化賞を受賞している。

## 経緯
パルドゥ閉店後、その跡地は遊休地として放置され、金沢市の中心商店街活性化の上で永らく懸案となっていた。1998年（平成10年）10月に「金沢市中心市街地活性化基本計画」が策定されると、金沢市と金沢商工会議所、地元の中小事業者等の出資で「金沢商業活性化センター」が設立され、翌1999年（平成11年）3月にパルドゥ跡地の利用も含めたTMO構想を策定。同年4月に金沢市からTMO構想認定を受けて日本で最初のTMOによるテナントミックス事業として整備されることになった。
2001年（平成13年）3月29日に竣工・開業。
2012年（平成24年）施設全体の改修・リニューアル工事を実施
2026年6月に金沢TMOと地権者である豊田通商との定期借地契約が満了することから、2026年3月を以て閉館する予定。

## 建物内施設
- MM6 Maison Margiela
- 999.9 selected by SOCIE HASHIZUME
- I-PRIMO
- UNDERCOVER Kanazawa
- SLOW
- ぶどうの木片町店
- カフェ・アルコ・ディ・カンパーニュ

## 所在地・アクセス
石川県金沢市片町1-3-21
- JR西日本・IRいしかわ鉄道金沢駅から北鉄バス、片町・タテマチバス停下車すぐ、または香林坊バス停下車徒歩約5分
- まちなかパーキングネット「まちＰ」の駐車割引券をサービスしている一部店舗もある

## 周辺施設
- 片町商店街
- 片町きらら
- 金沢パティオ
- 竪町商店街（タテマチストリート）
- 香林坊東急スクエア
- 香林坊アトリオ
- 金沢市役所